# Lijst van rijksmonumenten in Zoeterwoude
De gemeente Zoeterwoude telt 49 inschrijvingen in het rijksmonumentenregister. Hieronder een overzicht. 

## Weipoort
De plaats Weipoort telt 28 inschrijvingen in het rijksmonumentenregister. Zie Lijst van rijksmonumenten in Weipoort voor een overzicht.

## Zoeterwoude-Dorp
De plaats Zoeterwoude-Dorp telt 12 inschrijvingen in het rijksmonumentenregister. Zie Lijst van rijksmonumenten in Zoeterwoude-Dorp voor een overzicht.

## Zoeterwoude-Rijndijk
De plaats Zoeterwoude-Rijndijk telt 6 inschrijvingen in het rijksmonumentenregister.
| Object                                                       | Oorspronkelijke functie?  | Bouwjaar             | Architect     | Locatie                   | Coördinaten?                 | Nr.?  | Afbeelding        |
| ------------------------------------------------------------ | ------------------------- | -------------------- | ------------- | ------------------------- | ---------------------------- | ----- | ----------------- |
| "De Uithof"                                                  | Boerderij                 | 1836                 |               | Hoge Rijndijk 169         | 52° 8' 24" NB, 4° 32' 5" OL  | 41039 | Meer afbeeldingen |
| Goede Herderkerk                                             | Kerk en kerkonderdeel     | 1896 (ingebruikname) | Tonnaer, J.H. | Hoge Rijndijk 18          | 52° 8' 43" NB, 4° 31' 26" OL | 41040 | Meer afbeeldingen |
| Barremolen                                                   | Industrie- en poldermolen | 1661                 |               | Smeetsweg 1               | 52° 7' 51" NB, 4° 32' 30" OL | 41063 | Meer afbeeldingen |
| Grote Molen (Zoeterwoude-Rijndijk)                           | Industrie- en poldermolen | 16e of 17e eeuw      |               | Molenpad 11               | 52° 7' 59" NB, 4° 31' 26" OL | 41062 | Meer afbeeldingen |
| Terrein waarin aanleg en overblijfselen van het Huis Zwieten | Archeologisch monument    | Late middeleeuwen    |               | Dr. H.P. Heinekenweg z.n. | 52° 8' 8" NB, 4° 32' 8" OL   | 46191 | Upload foto       |
| Meerburgermolen                                              | Industrie- en poldermolen | 1662 of 1684         |               | [ 1 ] [ 2 ]               | 52° 8' 30" NB, 4° 30' 53" OL | 41064 | Meer afbeeldingen |

## Zuidbuurt
De plaats Zuidbuurt telt 3 inschrijvingen in het rijksmonumentenregister.
| Object | Oorspronkelijke functie?  | Bouwjaar              | Architect | Locatie           | Coördinaten?                 | Nr.?  | Afbeelding                                                                                            |
| --- | ------------------------- | --------------------- | --------- | ----------------- | ---------------------------- | ----- | --- |
| Kleine oorspronkelijke boerderij met puntgevel, waarin vlechtingen en ramen met goede roedenverdeling                                     | Boerderij                 | eerste kwart 19e eeuw |           | Zuidbuurtseweg 32 | 52° 6' 37" NB, 4° 30' 12" OL | 41065 | Kleine oorspronkelijke boerderij met puntgevel, waarin vlechtingen en ramen met goede roedenverdeling |
| Langgerekte hoeve met puntgevel, waarin vensters met goede roedenverdeling. Links uitgebouwde opkamer onder zadeldak. Veelhoekig karnhuis | Boerderij                 | 17e-18e eeuw          |           | Zuidbuurtseweg 44 | 52° 6' 38" NB, 4° 30' 14" OL | 41066 | Meer afbeeldingen                                                                                     |
| Westbroekmolen/Zuidbuurtse Molen. met riet gedekte molenromp op stenen onderbouw                                                          | Industrie- en poldermolen | 1900                  |           | Zuidbuurtseweg 51 | 52° 6' 51" NB, 4° 30' 10" OL | 41067 | Meer afbeeldingen                                                                                     |

Alblasserdam ·
Albrandswaard ·
Alphen aan den Rijn ·
Barendrecht ·
Bodegraven-Reeuwijk ·
Capelle aan den IJssel ·
Delft ·
Den Haag ·
Dordrecht ·
Goeree-Overflakkee ·
Gorinchem ·
Gouda ·
Hardinxveld-Giessendam ·
Hendrik-Ido-Ambacht ·
Hillegom ·
Hoeksche Waard‎ ·
Kaag en Braassem ·
Katwijk ·
Krimpen aan den IJssel ·
Krimpenerwaard ·
Lansingerland ·
Leiden ·
Leiderdorp ·
Leidschendam-Voorburg ·
Lisse ·
Maassluis ·
Midden-Delfland ·
Molenlanden ·
Nieuwkoop ·
Nissewaard ·
Noordwijk ·
Oegstgeest ·
Papendrecht ·
Pijnacker-Nootdorp ·
Ridderkerk ·
Rijswijk ·
Rotterdam ·
Schiedam ·
Sliedrecht ·
Teylingen ·
Vlaardingen ·
Voorne aan Zee ·
Voorschoten ·
Waddinxveen ·
Wassenaar ·
Westland ·
Zoetermeer ·
Zoeterwoude ·
Zuidplas ·
Zwijndrecht